# Gérard Delacroix
Pour les articles homonymes, voir Delacroix.
Gérard Delacroix (né le 10 avril 1956) est un chercheur en archéologie, auteur et éditeur français spécialisé dans l'architecture navale des XVIIe et XVIIIe siècles. Auteur de plusieurs monographies et articles, il est aussi conférencier et consultant.

## Biographie
Gérard Delacroix s'intéresse à la mer et aux navires dès son plus jeune âge, probablement grâce à ses origines ancrées à Rochefort-sur-Mer où plusieurs de ses aïeuls ont travaillé pour la marine. Au début des années 1980, par le biais du modélisme d'arsenal, discipline qui reproduit à l'identique la structure des vaisseaux, il commence à se passionner pour l'architecture des grands navires du passé. Il étudie alors les principaux ouvrages et manuscrits traitant de la construction navale du XVIIIe siècle.
Remarqué par Jean Boudriot, référence dans l'archéologie navale de cette période, il publie en 1995 une première monographie dédiée à un vaisseau de 64 canons, Le Fleuron (1729). Cet ouvrage, traduisant par le dessin extrêmement détaillé la structure du navire, est bien accueilli par le milieu spécialisé. Il sera le point de départ de plusieurs publications monographiques tout aussi documentées. Citons par exemple l'étude du Commerce de Marseille (1788), véritable forteresse flottante des guerres de la Révolution et de l'Empire. Dans un autre type de construction, l’architecture des galères de Louis XIV est abordée dans un ouvrage exhaustif dont l’illustration inédite présente la galère La Fleur de Lis (1690).
Il décrit aussi, et entre autres, des navires moins prestigieux comme les tartanes anciennes de Méditerranée avec La Diligente (1738) ou le navire d'exploration des Kerguelen, le Gros-Ventre (1766).
Il est l'éditeur d’une partie de ses ouvrages.
Une des particularités de ses monographies réside dans leur mise en œuvre. Les multiples planches de dessins qui illustrent les ouvrages sont issues du dessin assisté par ordinateur. Il est le premier auteur-dessinateur à adopter le DAO pour ce type de monographie.
En parallèle, Gérard Delacroix rédige des articles pour les revues à caractère historique comme Neptunia, la Revue des Amis du Musée national de la Marine et pour d'autres publications spécialisées. Il est aussi très actif sur Internet en collaborant à de nombreux forums techniques au niveau international.
Il apporte son expertise pour des identifications archéologiques et des projets de reconstruction. Il a notamment été sollicité pour le projet de la galère royale  du Grand Canal de Versailles ou pour la frégate l'Hermione à Rochefort.
C’est également un conférencier et collaborateur du Musée Lapérouse  d'Albi.

## Distinctions
- Chevalier de l'ordre du Mérite maritime [7].

## Publications
- Le Fleuron, vaisseau de 64 canons -1729-, ANCRE, 1995,  (ISBN 2-906381-20-9)
- La Diligente, tartane à deux arbres -1738-, ANCRE, 1997,  (ISBN 2-903179-21-2)
- La chaloupe armée en guerre -1834-, ANCRE, 1997,  (ISBN 2-906381-24-1)
- L'Aurore, corvette d'agrément -1766-, ANCRE 2000  (ISBN 2-903179-23-9)
- Le Gros Ventre, gabare -1766-, ANCRE 2003  (ISBN 2-903179-34-4)
- Le Commerce de Marseille, vaisseau de 118 canons -1788-, Éditions Gérard Delacroix 2006,  (ISBN 2-9527406-0-7)
- La Fleur de Lis, galère -1690-, Éditions Gérard Delacroix, 2008,  (ISBN 978-2-9527406-1-6)
- L'Amarante, corvette -1747-, Éditions Gérard Delacroix, 2012,  (ISBN 978-2-9527406-2-3)
- La Machine à curer les ports -1750-, Éditions Gérard Delacroix, 2013,  (ISBN 978-2-9527406-3-0)
- Le Rochefort, yacht de port -1787-, Éditions Gérard Delacroix, 2015,  (ISBN 978-2-9527406-4-7)
- L’Égyptienne, Frégate de 24 -1799-, Éditions Gérard Delacroix, 2019,  (ISBN 978-2-9527406-5-4)
- L'Invention, quatre-mâts corsaire -1799-, ANCRE, 2022,  (ISBN 978-2-38282-039-1)